# David Pestel
David Pestel (* 1. September 1603 in Minden; † 20. Dezember 1684 in Rinteln) war ein deutscher Rechtswissenschaftler und Professor an der Juristischen Fakultät der Universität Rinteln.

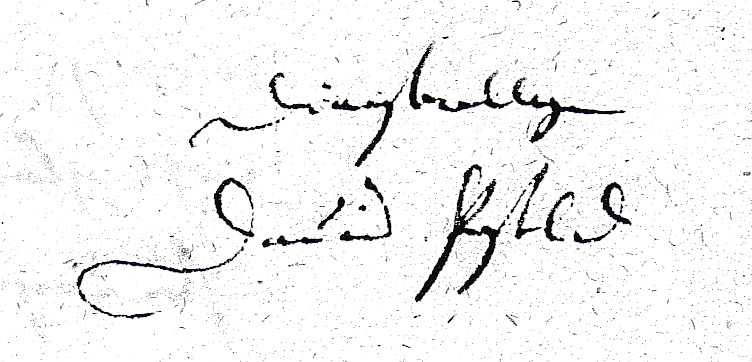
Dienstwilliger David Pestled. Unterschrift von Professor David Pestel im Schreiben der Juristenfakultät der Universität Rinteln i.S. Hexenprozeß Johann Abschlag wegen „Wasserprobe“ vom 10. September 1665. Stadtarchiv Lemgo, Signatur A 3652

## Leben
Die Familie von David Pestel stammt ursprünglich aus England. Sein Großvater Samson Pestel hatte sich durch Flucht nach Holland gerettet, als Königin Maria I. Tudor in ihrer Regierungszeit von 1553 bis 1558 versuchte, den Katholizismus wieder als Staatsreligion zu etablieren und unter ihrer Herrschaft viele Protestanten hingerichtet wurden. Später wurde er Hauptmann und Kommandant des Schlosses zu Duisburg.
Sein Vater, Johann Pestel, war Ratsherr in Minden; die Mutter, Margarethe, eine Tochter von Christian Wippermann.
David Pestel wurde am 1. September 1603 in Minden geboren. Er studierte am Gymnasium in Lemgo, ab 1624 die Universität Rinteln, danach Rostock. Er führte als Hofmeister einen jungen Grafen von Styrum nach Holland, ging dann nach Straßburg und nach Speyer, um sich in Kammergerichtsprozessen zu üben. 1633 kam er nach Marburg und erhielt dort 1634 die juristische Doktorwürde. Er wollte zunächst in Lemgo seine Praxis betreiben, aber wegen der Kriegsunruhen begab er sich nach Rinteln.
Hier ernannte ihn 1641 Gräfin Elisabeth von Holstein-Schaumburg, Mutter des Grafen Otto, zum ordentlichen Professor der Rechte, daneben 1646 zum Rat und Konsistorialpräsidenten in Bückeburg. Ihr Bruder und Erbe Philipp zur Lippe ließ ihn 1648 dem Westfälischen Friedensschluss beiwohnen, in welchem die Universität Rinteln an das Haus Hessen kam. Im Jahr 1662 übernahm er die Professur des Codex und Lehnrechts. Als Senior der Juristenfakultät und der ganzen Akademie Rinteln starb er im Alter von 81 Jahren am 20. Dezember 1684.

## Ehen
- Seine erste Frau[4] war Anne Catharine (Anna Catharina), Tochter des Dr. Jur. Conr. Bergmanns in Herford, dessen andere Tochter Anna 1636 den Juristen Christoph Joachim Bucholtz heiratete, 1641 bis 1663 ordentlicher Professor der Rechte an der Universität Rinteln.[5]
- Seine zweite Frau war Marie (Maria), Tochter des Mindener Patriziers Joh. Borries, dessen Sohn Heinrich Borries Ratsherr und Bürgermeister in Minden war und (in ähnlicher Funktion wie David Pestel) 1646 die Stadt Minden auf dem Friedenskongress in Osnabrück vertrat.[6]
- Seine dritte Ehe schloss er 1646 mit Marie Clare, geb. Varendorf (Maria Clara von Varendorf) (* 1628 Osnabrück, † 1678 Rinteln).[7]

## Kinder
- Tochter Eleonore, getauft am 16. April 1652 in Rinteln,  verheiratet mit Stadtvogt Christoph Ludwig Storre (1656–ca. 1696).[8]
- Tochter Anne Catharine, verheiratet mit Wachtmeisterleutnant Herrmann Catharinus in Kassel.
- Tochter Marie Ilsabe Pestel, geboren am 7. Januar 1663 in Rinteln, heiratete Anton Friedrich Heinichen und hatte ein Kind. Sie starb 1721.[9]
- Sohn Philipp, Lic. Jur., heiratete am 21. Oktober 1675 Christine Adelheid, Tochter des Kammerrats Simon Rembert Deichmann in Rinteln; sie starb am 11. August 1677.
- Sohn David, Lic. Jur., heiratete Engel Elisabeth, Tochter des Prof. Daniel Wilhelmi in Rinteln und hatte als Sohn David (1654–1727). Deren Sohn Friedrich Ulrich Pestel wurde im Januar 1691 in Rinteln geboren; dessen Sohn Friedrich Wilhelm Pestel (1724–1805) wurde ein berühmter Professor.

## Universität und Wirken
David Pestel, beyder Rechte Doctor, oberster Professor der Rechte, besonders des Codicis und des Lehn–Rechts, wie auch Senior der Juristen Facultät und gantzen Academie zu Rinteln, (war) Präses des Consistorii zu Buckenburg in der Graffschaft Schaumburg, Gräflicher Schaumburgisch–Lippischer Rath. In der hessisch-schaumburgischen Universität Rinteln war David Pestel Vorsitzender, Professor und Senior seiner Fakultät. Auffallend sind die familiären Beziehungen zwischen den Professoren der Universität und den Predigern in Rinteln.
1638 führte er einen Rechtsstreit mit dem Amtmann P. Bissmarck, wozu sich Unterlagen im Stadtarchiv Lemgo finden.
Er war ein wohlhabender Mann und besaß einen großen sattelfreien Hof (einen freien Hof) in Rinteln. In den Jahren 1640 bis 1644 schenkte Pestel der Universität, wie einige andere Bürger, Bücher und Geld; so auch der Buchdrucker Petrus Lucius ein Jahresgehalt mit 50 Reichstalern.
Der große D. David Pestel, welcher dem Westphälischen Friedens-Schluss als Deputierter des Herrn Grafen Philip von Schaumburg–Lippe beiwohnte, auch den merkwürdigen Teilungsvergleich zwischen der Durch. Frau Landgräfin Amelia Elisabeth von Hessen-Kassel und dem Grafen Philip am 9. und 19. Juli 1647 zu Münster mit unterschrieben hat.

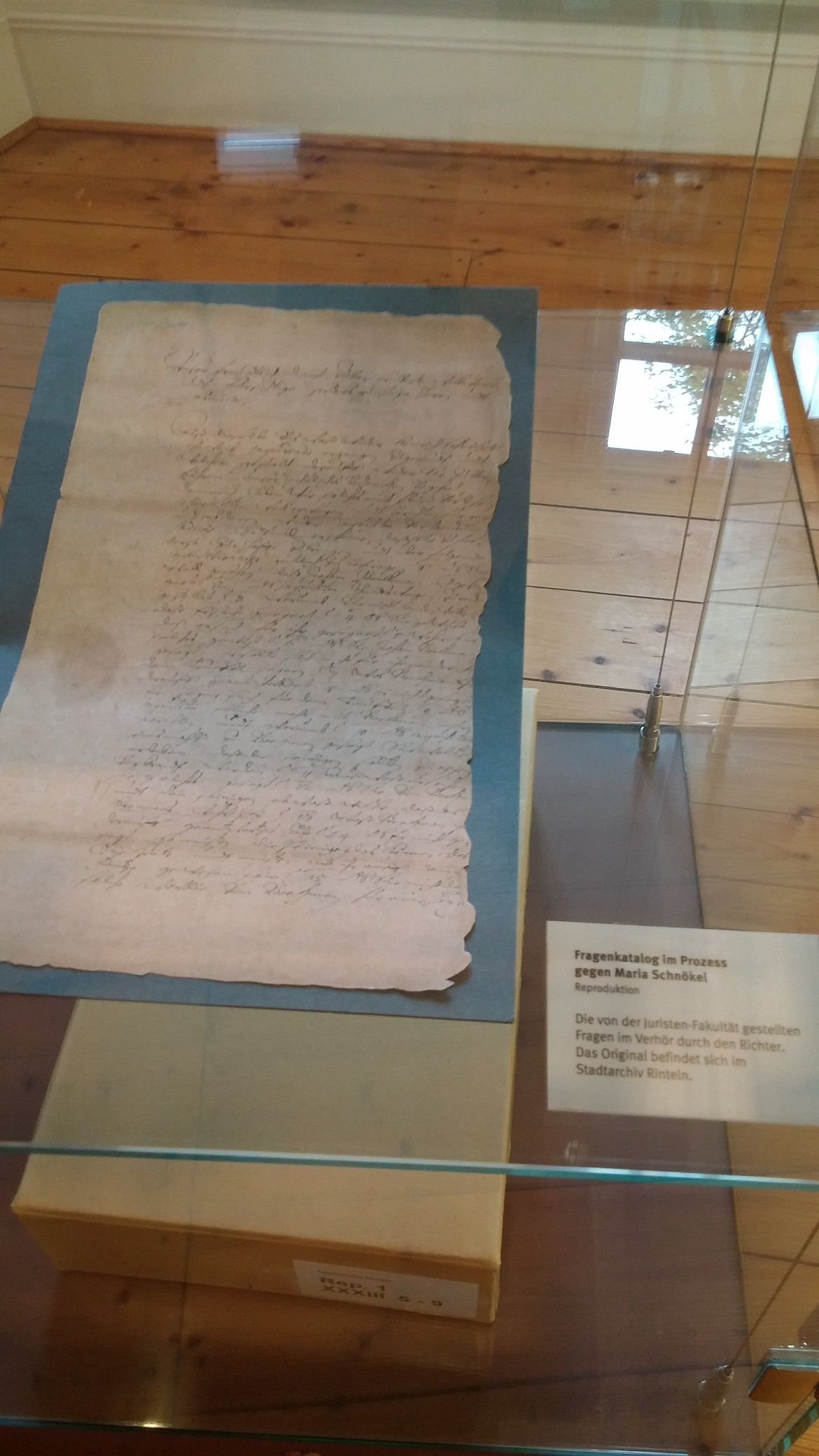
Fragenkatalog im Hexenprozess gegen Maria Schnökel, Rinteln 1654

## Hexenverfolgungen in Rinteln
Rinteln war Schauplatz intensiver Hexenverfolgungen. Die Hexenprozesse wurden maßgeblich vorangetrieben durch die Professoren der Juristenfakultät an der Universität Rinteln. Die Juristen der Akademia Ernestina verstärkten durch ihre Beratung von Stadt- und Amtsgerichten im ganzen Nordwesten die Hexenprozesse. Zwischen 1621 und 1675 sind rund 400 Gutachten überliefert, die durchweg die rücksichtslose Verfolgung von vermeintlichen Hexen und Hexenmeistern anordneten.
Das juristische Delikt der Hexerei war in der reichsweit gültigen Constitutio Criminalis Carolina verankert. Es fand sich auch in der Polizey-Ordnung, die Graf Ernst zu Holstein-Schaumburg, der Stifter der Rintelner Universität, 1610 erlassen hatte. Hexerei galt als todeswürdiges Verbrechen, das mit dem Verbrennen auf dem Scheiterhaufen geahndet wurde. Der Stadtrat in Rinteln hatte die Hohe Gerichtsbarkeit inne mit dem Recht, Menschen wegen Hexerei zu verurteilen und zu verbrennen.
Im Gebiet der heutigen Stadt Rinteln wurden in der Zeit von 1560 bis 1669 mindestens 88 Menschen in Hexenprozessen angeklagt, von denen viele mit der Hinrichtung endeten. Höhepunkte waren die Jahre 1634 bis 1655. In den Jahren 1634–1635 wurden 13 Menschen hingerichtet. Eine weitere Welle von Hexenprozessen begann, nachdem Rinteln 1651 wegen seiner entfernten Lage zur Residenzstadt Kassel eine eigene Regierung mit Obergericht erhielt. 1652 gab es laut Kirchenbuch der Stadtpfarrkirche St. Nikolai eine extrem große Kindersterblichkeit, möglicherweise als Folge einer Epidemie. 1654 wurden mindestens elf Personen der Hexerei angeklagt und 1655 weitere drei Menschen. Die Prozesse dauerten oft nur sechs bis acht Wochen. Dabei wirkten sich die kurzen Wege zur Universität Rinteln zur Beschaffung der Gutachten beschleunigend aus.
Die Stadt Rinteln, deren Universität maßgeblich zur Verbreitung der Hexenprozesse beitrug, hält damit in Niedersachsen einen traurigen Rekord.

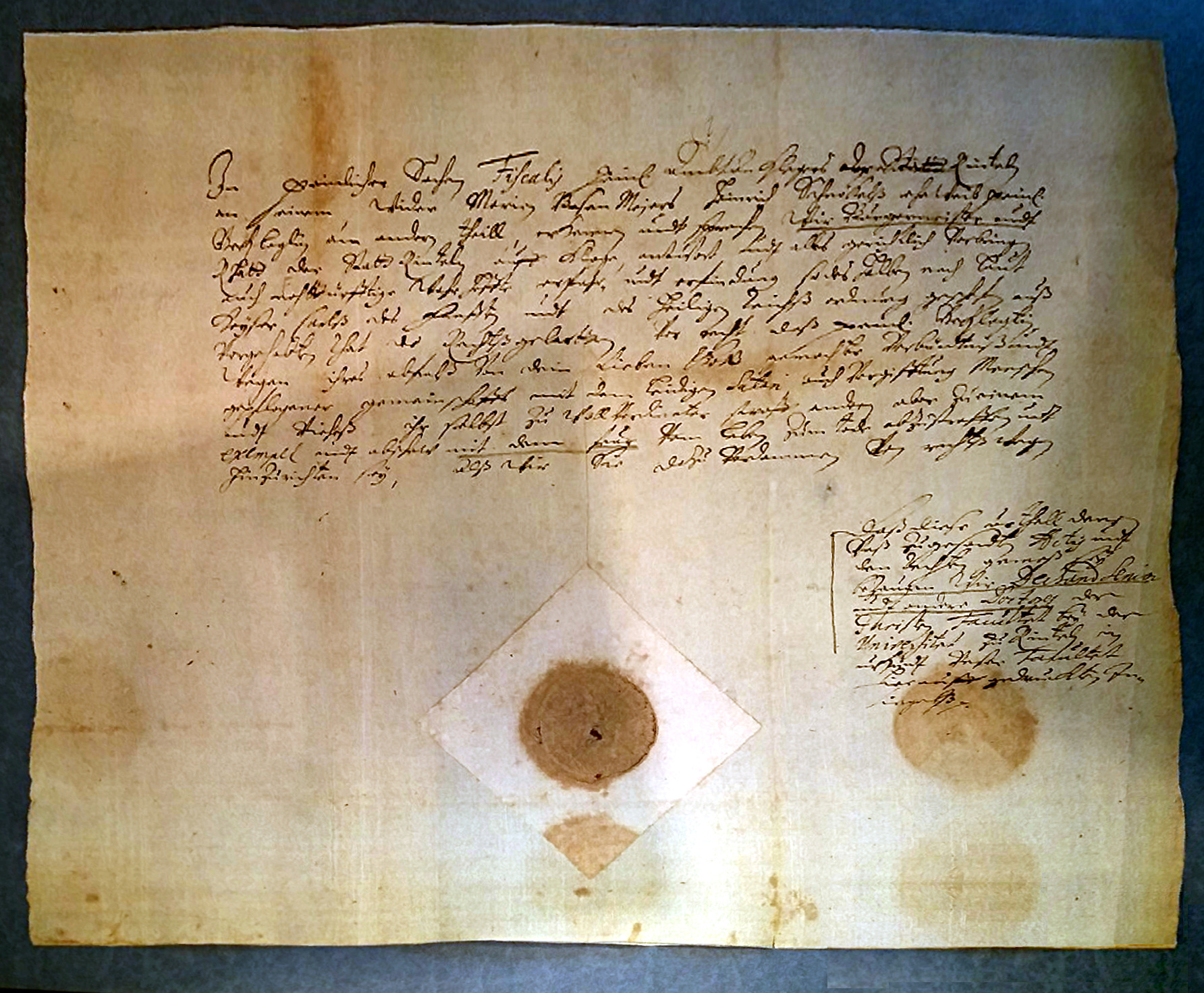
Gutachten im Hexenprozess Maria Schnökel, Rinteln 1654

### David Pestel und die Hexenprozesse
In der Universität Rinteln hatte Hermann Goehausen mit seinen Veröffentlichungen einen harten Kurs in den Auffassungen zu Hexenprozessen vorgegeben. Die Rintelner Kollegen sollen geschlossen auf seinen harten Kurs eingeschwenkt sein. Als Goehausens eifrigster Anhänger und Nachfahre in der Hexenlehre gilt der seit 1641 mehr als vier Jahrzehnte lang bis zu seinem Tode in Rinteln tätige Professor David Pestel. Er soll unter anderem für eine der größten, Mitte der 1650er Jahre inszenierten Hexenjagden verantwortlich sein.
Allerdings dokumentieren nur wenige Dokumente ein direktes Einwirken von Pestel auf Hexenprozesse, da die Unterlagen der Universität nach deren Auflösung nicht mehr vorhanden sind:
- Im Hexenprozess 1654 gegen Adelheid Sieveking brachte David Pestel das Ermittlungsverfahren gegen sie in Gang.
- Im Hexenprozess gegen Johann Abschlag vom 10. September 1665 gab David Pestel Anweisungen, wie weiter mit der Tortur gegen Abschlag zu verfahren sei. Johann Abschlag hatte es im Dreißigjährigen Krieg unter Tilly und Wallenstein zum Obristleutnant gebracht. Nachdem er sich mit dem Stadtrat wegen der zu hohen Viehsteuer angelegt hatte, wurde er 1654 als Zauberer und Kommandant der Hexen bezeichnet. Zunächst wurde er durch ein Universitätsgutachten freigesprochen, doch 1665 gab es einen erneuten Hexenprozess gegen Abschlag, in dessen Verlauf er zur Wasserprobe geführt wurde. Am 19. Januar 1666 erfolgte die Hinrichtung mit dem Schwert; seine Familie hatte zuvor 200 Taler Begnadigungsgeld bezahlt.[19]

- Pestel wird in einer Akte im Stadtarchiv Lemgo erwähnt, wo es 1676 in einem Schreiben des Prof. Dr. Engelbert Wippermann, Dekan an der Universität Rinteln, heißt, dass ein Petent bereits bei Dr. Pestel gewesen sei.[20]

## Publikationen
In der langen Liste der Publikationen, in denen sein Name aufgeführt wird, ist Pestel hauptsächlich als Vorsitzender der Prüfungskommission für Dissertationen genannt.
- Dis. Inauguralis de probationibus per instrumenta, Marburg 1633
- David Pestel, Johannes Conrad Monaeus: Disputatio inauguralis exhibens V decades positionum hinc inde ex jure civili. Petrus Lucius, Rinteln 1643.
- De locatione conductione, Rinteln 1644
- De renunciationibus, Rinteln 1647
- De fidejussoribus, Rinteln 1654 (Druckfehler bei der Jahresangabe 1689)[22]
- Progr. acad. in obitum Dr. et Prof. Med. Rodog. Timpleri, Rinteln 1655

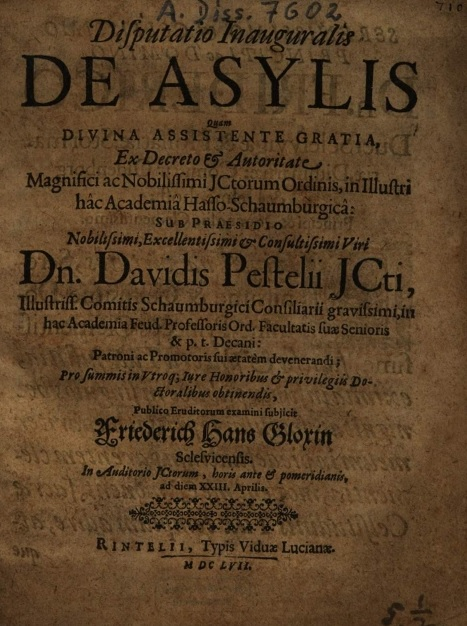
David Pestel, Disputatio Inauguralis De Asylis, Rinteln 1657

- Disputatio Inauguralis De Asylis, Rinteln 1657
- Diss. de conditionibus, Rinteln 1657
- Theses juridicae, Rinteln 1657
- Diss. de aequitate, Rinteln 1659
- De juramento litis decisorio, Rinteln 1665
- De beneficio ordinis Justinianreo, Rinteln 1665
- Thesium juricicarum decades sex, Rinteln 1666

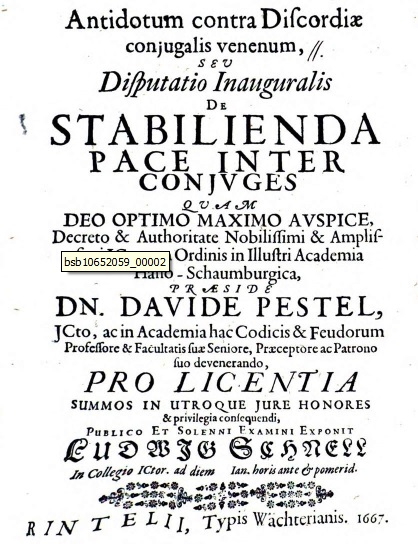
Rinteln Pestel De Stabilienda Pace Inter Conjuges, Rinteln 1667

- David Pestel, Ludwig Schnell, Antidotum contra Discordiae coniugalis venenum, Seu Disputatio Inauguralis De Stabilienda Pace Inter Coniuges (Gegenmittel gegen das Gift der ehelichen Zwietracht über die Festigung des Friedens zwischen Eheleuten), Rinteln 1667
- De praeferentiis creditorum, Rinteln 1667
- De prima specie tutelae s. de tutela testamentaria, Rinteln 1668
- Propositiones aliquot illustres ex juri civili privato, Rinteln 1670
- Diss. de jure possessionis, Rinteln 1671
- Theses miscellaneae inaugurales, Rinteln 1675
- De tacito pignore, Rinteln 1675
- De expensis victoria, Rinteln 1675
- De fructibus, Rinteln 1675